# 르우

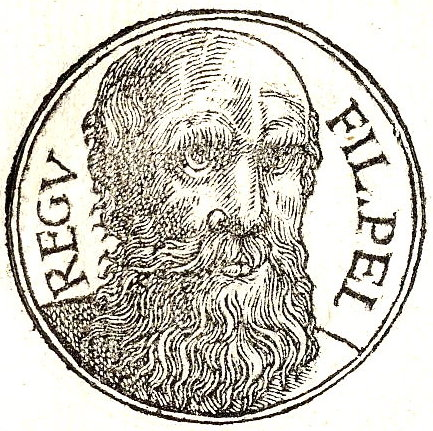

르우(Reu) 또는 라가우(Ragau, 히브리어: רְעוּ, 로마자: Rəʿū; 성서 그리스어: Ῥαγαύ, 로마자: Rhagaú)는 히브리어 성경의 창세기에 따르면 벨렉의 아들이자 스룩의 아버지로 아브라함의 고조할아버지이자 이스라엘과 이스마엘의 조상이다.

## 경전에서
외경 희년서(Book of Jubilees)에 따르면, 르우는 바벨탑이 시작될 당시 시날의 벨렉과 롬나 사이에서 태어났다고 한다.
'보라 사람의 자녀들이 자기들을 위하여 시날 땅에 성과 탑을 건축하려는 악한 목적으로 말미암아 악하게 되었도다.' - (10:18)
그의 아내는 게셋의 아들 오르의 딸 오라였다(11:1).
마소라 본문(창세기 11:20)에 따르면 르우는 32세에 스룩이 태어나 239세까지 살았다(아브라함이 18세 또는 78세).
칠십인역과 사마리아 오경은 스룩의 아버지가 된 나이가 132세라고 말하며, 따라서 칠십인역은 죽을 때의 나이를 339세로 기록한다.